# Cyclura collei
La iguana de Jamaica (Cyclura collei) és una espècie de sauròpsid (rèptil) escatós de la família dels iguànids. És endèmica de l'illa de Jamaica on la seva àrea de distribució es limita a una sola població d'un centenar d'iguanes. L'espècie és considerada en perill crític d'extinció per la UICN. No té subespècies reconegudes.